# Loondoorbetaling bij ziekte
In Nederland bepaalt artikel 629 van boek 7 van het Burgerlijk Wetboek dat een werknemer gedurende 104 weken recht heeft op 70% van het loon, maar de eerste 52 weken ten minste het voor hem geldende wettelijke minimumloon, indien hij de bedongen arbeid niet heeft verricht omdat hij in verband met ongeschiktheid ten gevolge van ziekte, gebrek, zwangerschap of bevalling daartoe verhinderd was. Voor wie de AOW-leeftijd heeft bereikt is de termijn 6 weken in plaats van 104.
Voor gevallen waarbij deze bepaling niet van toepassing is, is er daarnaast ook nog de Ziektewet. Voor het geval van langere ongeschiktheid is er tevens de Wet werk en inkomen naar arbeidsvermogen (WIA).

## Historie

### Ziektewet
De Ziektewet (ZW) dateert uit 1929, er was toen ruim 20 jaar over gestreden door werkgevers en regering. De strijd ging vooral over wie de Ziektewet uit zou voeren: een aan de overheid gelieerd orgaan (Raden van Arbeid) zoals de regering wilde of bedrijfsverenigingen zoals de werkgevers wilden. In 1928 werd het pleit beslecht in het voordeel van de bedrijfsverenigingen, de Raden van Arbeid kregen alleen een administratieve rol. Onder de werking van de Ziektewet 1929 kregen werknemers na twee ziektedagen een ziektewetuitkering. Hun loon ontvingen ze via de werkgever, de werkgever werd gecompenseerd via de bedrijfsvereniging waarbij hij aangesloten was. De ZW was een werknemersverzekering, de premie werd betaald door werkgevers en werknemers samen. Elke werknemer in Nederland had bij ziekte recht op een ZW-uitkering. De bedrijfsvereniging controleerde of de zieke werknemer echt ziek was en bepaalde wanneer de zieke weer aan de slag kon. In die tijd was het heel normaal dat controlerend geneesheren (zo heetten de artsen in dienst van bedrijfsverenigingen) op huisbezoek kwamen om te controleren of iemand echt ziek was. De premie voor de ZW was voor iedereen gelijk, er werd niet gekeken naar de hoogte van het ziekteverzuim binnen een bedrijf.
De ZW heeft lange tijd in min of meer dezelfde vorm bestaan, in de jaren 80 van de 20ste eeuw zwol de kritiek op de ZW aan. De ZW zou te duur zijn, er werd misbruik van gemaakt en door het ontbreken van financiële prikkels zouden werkgevers te weinig aan ziektepreventie en re-integratie doen. In 1992 werd de ZW gewijzigd, voortaan was de premie ZW afhankelijk van het ziekteverzuim binnen een bedrijf: hoe hoger het ziekteverzuim, hoe hoger de premie. In 1994 volgde een verdergaande aanpassing c.q. verschraling met de Wet TZ.

### Wet terugdringing ziekteverzuim
1 januari 1994 werd de Ziektewet aangepast met de Wet terugdringing ziekteverzuim (Wet TZ). De Wet TZ bepaalde dat een werkgever bij ziekte van een werknemer de eerste weken zelf het loon van de zieke werknemer moest doorbetalen: twee weken voor bedrijven met 15 werknemers of minder, of zes weken voor grotere bedrijven. Na die periode kwam de werknemer in de Ziektewet terecht. Gedachte achter de Wet TZ was dat een werkgever meer aan ziektepreventie en re-integratie zou doen als hij de eerste ziekteperiode zelf moest betalen. Het toezicht op de uitvoering van de Ziektewet en de Wet TZ verschoof van de Sociale Verzekeringsraad naar het College van Toezicht Sociale Verzekeringen (Ctsv).
De Wet TZ gold van 1 januari 1994 tot 1 maart 1996. Op 1 maart 1996 trad de Wet uitbreiding loondoorbetaling bij ziekte (Wulbz) in werking, daarmee verviel de Wet TZ.

### Wet uitbreiding loondoorbetalingsverplichting bij ziekte
Per 1 maart 1996 werd de Nederlandse Ziektewet geprivatiseerd met de invoering van de Wet uitbreiding loondoorbetalingsverplichting bij ziekte (Wulbz). De Wulbz verplichtte de werkgever om bij ziekte van een werknemer het loon gedurende maximaal 52 weken door te betalen. Een werkgever kon zich tegen het risico van ziekte verzekeren bij een particuliere verzekeraar, de hoogte van de premie was en is afhankelijk van het ziekteverzuim. Op 1 januari 2002 hield het toezichtsorgaan Ctsv op te bestaan, het Ctsv ging op in de Inspectie Werk en Inkomen.

### Wet verlenging loondoorbetalingsverplichting bij ziekte
Op 1 januari 2004 werd de Wulbz aangepast met de Wet verlenging loondoorbetalingsverplichting bij ziekte (Wvlbz of VLZ) in werking. Met de VLZ is de periode van loondoorbetaling verlengd tot 104 weken of 2 jaar; een aantal andere bepalingen in de Wulbz veranderde eveneens.

## Loondoorbetaling bij ziekte vanaf 2004

### Wulbz en VLZ
Vanaf 2004 gelden de Wulbz en de VLZ, de Wulbz en de VLZ regelen dat een werkgever bij ziekte van een werknemer het loon moet doorbetalen gedurende twee jaar (104 weken). In een beperkt aantal situaties hoeft de werkgever het loon niet door te betalen. In die situaties krijgt een werknemer (een deel van) zijn loon via de Ziektewet. De Ziektewet bestaat dus nog steeds – naast de Wulbz en de VLZ – maar alleen als vangnetvoorziening. De Ziektewet wordt uitgevoerd door het Uitvoeringsinstituut Werknemersverzekeringen (UWV).
In de Stichting van de Arbeid was afgesproken dat werkgevers aan arbeidsongeschikte medewerkers over deze twee jaar in totaal niet minder dan 170% van het laatstverdiende jaarsalaris (tot het maximum dagloon) doorbetalen – meestal 100% in het eerste jaar en 70% in het tweede jaar. Andere percentages waren ook mogelijk zolang ze opgeteld niet minder dan 170% bedroegen. In veel cao's is deze afspraak bevestigd, waarbij ook overeengekomen kan zijn dat een medewerker toch het volledige loon ontvangt als hij voldoende meewerkt aan zijn re-integratie. Later is het percentage veranderd in minimaal 70% gedurende de volledige twee jaar, met minimaal het minimumloon in het eerste jaar. De werkgever is niet verplicht om meer dan het maximum dagloon (ongeveer €200 bruto per dag) te betalen, maar in de praktijk maken werkgevers niet vaak gebruik van dit maximum. Als het inkomen in het tweede jaar minder is dan het sociaal minimum, dan kan de zieke werknemer een extra toeslag krijgen van het UWV.
In verreweg de meeste cao's is geregeld dat de werkgever meer dan 70% doorbetaalt. Meestal wordt in het eerste ziektejaar het volledige salaris uitbetaald; in het tweede ziektejaar wordt het salaris vaak wel gekort naar 70%. Belandt iemand in het tweede ziektejaar onder het sociaal minimum, dan kan hij een toeslag krijgen volgens de Toeslagenwet. De Toeslagenwet wordt ook uitgevoerd door het UWV.
Binnen de Wulbz en de VLZ kunnen de eerste twee ziektedagen wachtdagen zijn, die dagen krijgt een werknemer niet doorbetaald. Dit is bedoeld om kortdurend ziekteverzuim (zogenoemde baaldagen) te voorkomen. De wachtdagen moeten wel in de cao of de arbeidsovereenkomst staan. Als een werknemer binnen vier weken weer ziek wordt, dan mogen er niet opnieuw wachtdagen worden ingehouden. De werkgever kan zijn loondoorbetalingsverplichting opschorten als:
- de ziekte opzettelijk is veroorzaakt. Uit de rechtspraak is gebleken dat dit verweer bijna nooit slaagt, omdat de opzet gericht moet zijn op het ziek worden. Dit is heel lastig te bewijzen.
- de ziekte is verzwegen bij de sollicitatie terwijl de werknemer wist of moest weten dat zijn ziekte gevolgen had voor het uitvoeren van zijn functie. Ook dit verweer slaagt bijna nooit, omdat er een beroep gedaan kan worden op artikel 8 EVRM. In dit artikel is het recht van privacy geregeld en dat is ook van toepassing op het verzwijgen van bepaalde zaken.
- als herstel door toedoen van de werknemer wordt belemmerd of vertraagd
- als de werknemer passende arbeid ongegrond weigert
- als de werknemer zich niet houdt aan controlevoorschriften van de werkgever
- als de werknemer niet meewerkt aan re-integratie

Ook relevant voor de Wulbz en de VLZ is de op 1 april 2002 ingevoerde Wet verbetering poortwachter. In de Wet verbetering poortwachter staan regels rond ziekteverzuim waar de werkgever en de werknemer zich aan moeten houden. Zo moet de werkgever een gecertificeerde bedrijfsarts inschakelen, deze bedrijfsarts moet binnen zes weken na de ziekmelding een advies over werkhervatting geven. Binnen acht weken moeten de werkgever en de werknemer een plan voor aanpak opstellen hoe de werknemer weer aan de slag kan gaan. Na 42 weken ziekte moet de werkgever de ziekte doorgeven aan het UWV. Blijft een werknemer ziek, dan krijgt hij na twintig maanden ziekte een aanvraagformulier voor de Wet werk en inkomen naar arbeidsvermogen (WIA). De WIA verving in 2005 de WAO. Vanuit de WIA-toetsing volgt een oordeel van het UWV welke drie kanten op kan; geen uitkering, een WGA (gedeeltelijk arbeidsgehandicapten) uitkering en IVA (volledig arbeidsgehandicapten) uitkering. Bij de aanvraag van een uitkering in het kader van de WIA moet de zieke werknemer een re-integratieverslag indienen. In dat verslag leggen werkgever en werknemer verantwoording af over wat zij hebben gedaan om terugkeer naar het werk mogelijk te maken. Blijkt na indiening van het re-integratieverslag dat de werkgever onvoldoende heeft gedaan aan re-integratie en/of de werknemer onvoldoende heeft geprikkeld om mee te werken aan re-integratie dan kan hij verplicht worden het salaris van de werknemer tot een jaar langer door te betalen. Dat gebeurt alleen als de gemiste re-integratiekansen hersteld kunnen worden, maar wordt ondanks die voorwaarde ook wel een loonsanctie genoemd.

### Ziektewet
Naast de Wulbz en de VLZ bestaat ook de Ziektewet nog: dit is sinds 1996 een vangnetvoorziening voor werknemers. De Ziektewet keert uit bij:
- Ziekte ten gevolge van zwangerschap, bevalling (niet het zwangerschap- en bevallingsverlof) en orgaandonatie.
- Werknemers die als ze ziek worden of zijn geen werkgever hebben of wier contract tijdens de ziekte afloopt (bijvoorbeeld oproepkrachten, uitzendkrachten, tijdelijke contracten). Zolang het contract loopt, betaalt de werkgever de zieke werknemer door, als het contract afloopt dan keert het UWV de rest van die twee jaar ziekengeld uit.
- Herintredende WAO/WIA'ers en andere arbeidsgehandicapten (Wajong en WAZ). In de eerste vijf jaar nadat een arbeidsgehandicapte weer is gaan werken, hoeft de werkgever bij ziekte geen loon door te betalen. De arbeidsgehandicapte werknemer heeft recht op ziekengeld van het UWV.
- Een werkloze werknemer met een WW-uitkering, hij krijgt bij ziekte Ziekengeld van het UWV in plaats van de WW-uitkering, tijdens ziekte hoeft de werkloze dan niet te solliciteren.
- Een werknemer wiens werkgever failliet gaat als hij ziek is.
- Zelfstandigen die ziek worden en een vrijwillige Ziektewetverzekering hadden afgesloten.

Werknemers die onder de Ziektewet vallen en geen werkgever hebben, worden gecontroleerd door het UWV. In zo'n geval neemt het UWV alle verplichtingen van de werkgever over, zoals het opstellen van een plan van aanpak om weer aan het werk te gaan. Via het UWV krijgt een zieke werknemer 70% van het loon dat hij gemiddeld de laatste 13 weken voor zijn ziekte per dag heeft verdiend. Bij zwangerschap, bevalling en orgaandonatie krijgt de werknemer 100% van zijn salaris. Bijna altijd is er een maximaal dagloon vastgesteld. Hierdoor kan de aanvulling in sommige gevallen lager dan 70% uitvallen.
Een persoon die via de WW in de Ziektewet komt, moet de eerste 13 weken nog solliciteren, indien dat mogelijk is. Nadat de laatste WW-uitkering is betaald, wordt er wekelijks ziektegeld uitbetaald inclusief vakantietoeslag. Is men na een jaar nog ziek, dan volgt een eerstejaarskeuring, die vaak na 10-11 maanden Ziektewet al plaatsvindt. Bij deze keuring wordt gekeken of men nog 65% of meer kan verdienen als iemand met ongeveer dezelfde opleiding en werkervaring en leeftijd. Is dit het geval, dan zoekt een arbeidsdeskundige enkele banen uit die men zou kunnen doen en verlaat men na een jaar de ziektewet. Is het percentage onder de 65% en/of kan de arbeidsdeskundige geen baan vinden met de huidige beperkingen, dan blijft de Ziektewetuitkering nog (maximaal) een jaar gehandhaafd, waarna er meestal een WIA-keuring volgt.

### Premie
Werknemers zijn verplicht verzekerd voor tijdelijk inkomen bij ziekte, arbeidsongeschiktheid en werkloosheid. Ook zijn zij verzekerd voor verlof bij zwangerschap of adoptie. Deze verzekeringen zijn gebaseerd op de volgende Sociale Verzekeringswetten:
- Ziektewet (ZW);
- Wet op de arbeidsongeschiktheidsverzekering (WAO) afgeschaft in 2005 maar nog van toepassing voor bestaande situaties;
- Wet werk en inkomen naar arbeidsvermogen (WIA);
- Werkloosheidswet (WW);
- Wet arbeid en zorg (WAZO).

UWV is verantwoordelijk voor het uitvoeren van deze Sociale Verzekeringswetten. De premies voor deze wetten werden tot 2009 betaald door werkgevers en werknemers, sinds 2009 betalen alleen werkgevers nog premie. De premies worden afgedragen aan de Belastingdienst. Een werkgever betaalt premies over de hele loonsom van zijn bedrijf. De WW-premie voor de werkgever bedroeg in 2009 4,15%, de basispremie WAO/WIA was 5,7% en de uniforme premie WAO 0,15% (dit is een opslag). Tot 1 januari 2008 betaalden werkgevers voor de WAO/WIA een basispremie en een gedifferentieerde premie. Voor die gedifferentieerde premie gold: hoe meer werknemers afvloeiden naar de WAO/WIA, hoe hoger de premie. Deze gedifferentieerde premie was gebaseerd op de Wet Pemba. Sinds 1 januari 2008 is de gedifferentieerde premie op basis van de Wet Pemba vervallen, werkgevers betalen sindsdien de basispremie en een uniforme premie die voor alle werkgevers gelijk is. Die uniforme premie is in feite een opslag, boven op de basispremie. Voor de ZW wordt geen aparte premie meer betaald; de premie ZW is verwerkt in de WW-premie. Overigens is per 1 januari 2013 de Wet BeZaVa van kracht. Hierin is opgenomen dat werkgevers per 1 januari 2014 een gedifferentieerde premie gaan betalen voor iedere werknemer die ziek uit dienst is gegaan.
Werknemers die 'gewoon ziek' zijn, vallen de eerste twee jaar van hun ziekte niet onder een werknemersverzekering. De werkgever moet hun salaris (deels) doorbetalen volgens de Wulbz en de VLZ. Een werkgever kan een Verzekering voor Loondoorbetaling bij ziekte van werknemers afsluiten. Hoeveel premie een werkgever betaalt is afhankelijk van de verzekeringsmaatschappij, de leeftijd van de werknemers, het bedrijfsrisico en het ziekteverzuim.